# Anathallis paranapiacabensis
Anathallis paranapiacabensis är en orkidéart som först beskrevs av Frederico Carlos Hoehne, och fick sitt nu gällande namn av Fábio de Barros. Anathallis paranapiacabensis ingår i släktet Anathallis och familjen orkidéer. Inga underarter finns listade i Catalogue of Life.